# Marco Avellaneda
Marco Manuel Avellaneda (Catamarca, 18 de junio de 1813 - Metán, 3 de octubre de 1841) fue un político argentino, gobernador de la Provincia de Tucumán y padre del presidente Nicolás Avellaneda.

## Biografía
Marco Avellaneda nació en la ciudad de San Fernando del Valle de Catamarca el 18 de junio de 1813, siendo hijo de Nicolás Avellaneda y Tula, primer gobernador de Catamarca y uno de los hombres más destacados de la Revolución de Mayo en su provincia, y de María Salomé González Espeche. 
Marco aprendió las primeras letras en la escuela franciscana del padre Ramón de la Quintana, quien enseñaba Latín y Retórica. En 1823, sus padres se trasladaron a Tucumán y Marco pasó a Buenos Aires con una beca oficial para estudios en el Colegio de Ciencias Morales, siendo uno de los beneficiarios de las becas creadas por Bernardino Rivadavia. Allí hizo amistad con Alberdi, Marcos Sastre, Vicente Fidel López, Marcos Paz, Carlos Tejedor y Juan María Gutiérrez. Luego de finalizar sus estudios secundarios, Avellaneda ingresa a la Universidad de Buenos Aires para seguir estudios en Derecho, terminando sus estudios con notas sobresalientes, obteniendo el grado de doctor el 5 de mayo de 1834. Ya por entonces se destacaba como orador, y sus compañeros lo llamaban Marco Tulio. Colaboró por esos años en el periódico El amigo del país. Quiso quedarse en Buenos Aires, pero sus padres lo llamaron a Tucumán.
De regreso a Tucumán, Avellaneda fue elegido presidente de la Sala de Representantes de la provincia. Tenía apenas veinticinco años y ya se destacaba por su oratoria y sus ambiciones. A su actividad legislativa le sumaba sus iniciativas constitucionales. En 1833, presentó un proyecto de reforma constitucional considerado uno de los más avanzados y actualizados de la época.
El gobernador Alejandro Heredia lo distinguió con su amistad. Dice Emilio Carilla que "su trayectoria de hombre público es de ascensión rápida: síndico procurador, secretario de la Junta Protectora de la Escuela de Lancaster y legislador, en 1835. Tres años después, a los 25 de edad, es ya presidente de la Sala de Representantes de Tucumán". Autor de proyectos interesantes, se le atribuye el de una Constitución, en 1833.[cita requerida] Conspiró en el asesinato de Alejandro Heredia, en 1838, y la Legislatura que presidía Avellaneda se pronunció contra Juan Manuel de Rosas, el 7 de abril de 1840. Es punto de partida de la reacción regional —la Coalición del Norte— contra el jefe de la Confederación. Avellaneda fue, sucesivamente, ministro de los gobiernos de Bernabé Piedrabuena, de Pedro Garmendia y del delegado Gregorio Aráoz de Lamadrid.
Derrotada la Coalición del Norte por Manuel Oribe en la batalla de Famaillá, el 19 de septiembre de 1841, Avellaneda debió exiliarse. A caballo, se dirigió a San Javier, pasó por Raco y siguió hacia el norte, buscando alcanzar Jujuy. Pero en la estancia La Alemania fue traicionado y arrestado por Gregorio Sandoval, quien decidió pasarse al bando rosista. Junto con otros oficiales fue entregado a Oribe. Este dispuso su enjuiciamiento por traición, ya que había trabajado para el boliviano Santa Cruz en su invasión al norte argentino y con Lavalle, que en ese momento había ocupado con ayuda francesa la isla Martín García. Declarado culpable, fue ejecutado por orden del coronel Mariano Maza, mediante degüello el 3 de octubre en Metán. Su cabeza fue expuesta para escarmiento, clavada en una pica, en el centro de la Plaza Independencia (en la actualidad se conserva la pica). Según la tradición, Fortunata García de García la sacó de noche y le dio sepultura en el convento de San Francisco.
Una suerte similar corrió el gobernador José Cubas. Catamarca fue la última de las provincias de la insurrección de la Coalición del Norte en ser pacificada; luego del combate de Amadores —donde el entonces gobernador interino Marcelino Augier es derrotado frente a Mariano Maza— todos los unitarios debieron exiliarse.

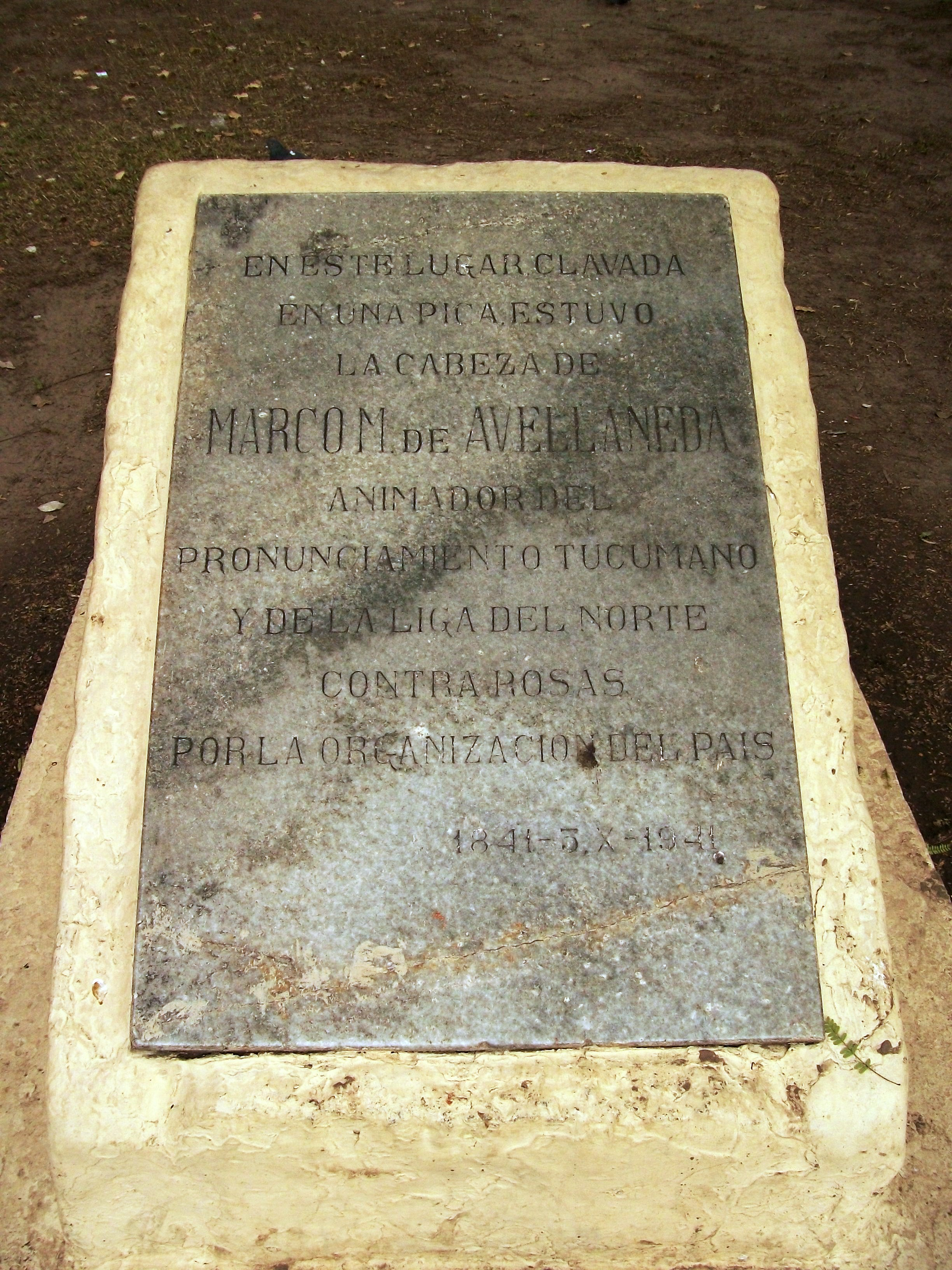
Placa que recuerda el lugar donde fue exhibida su cabeza en la plaza Independencia de San Miguel de Tucumán

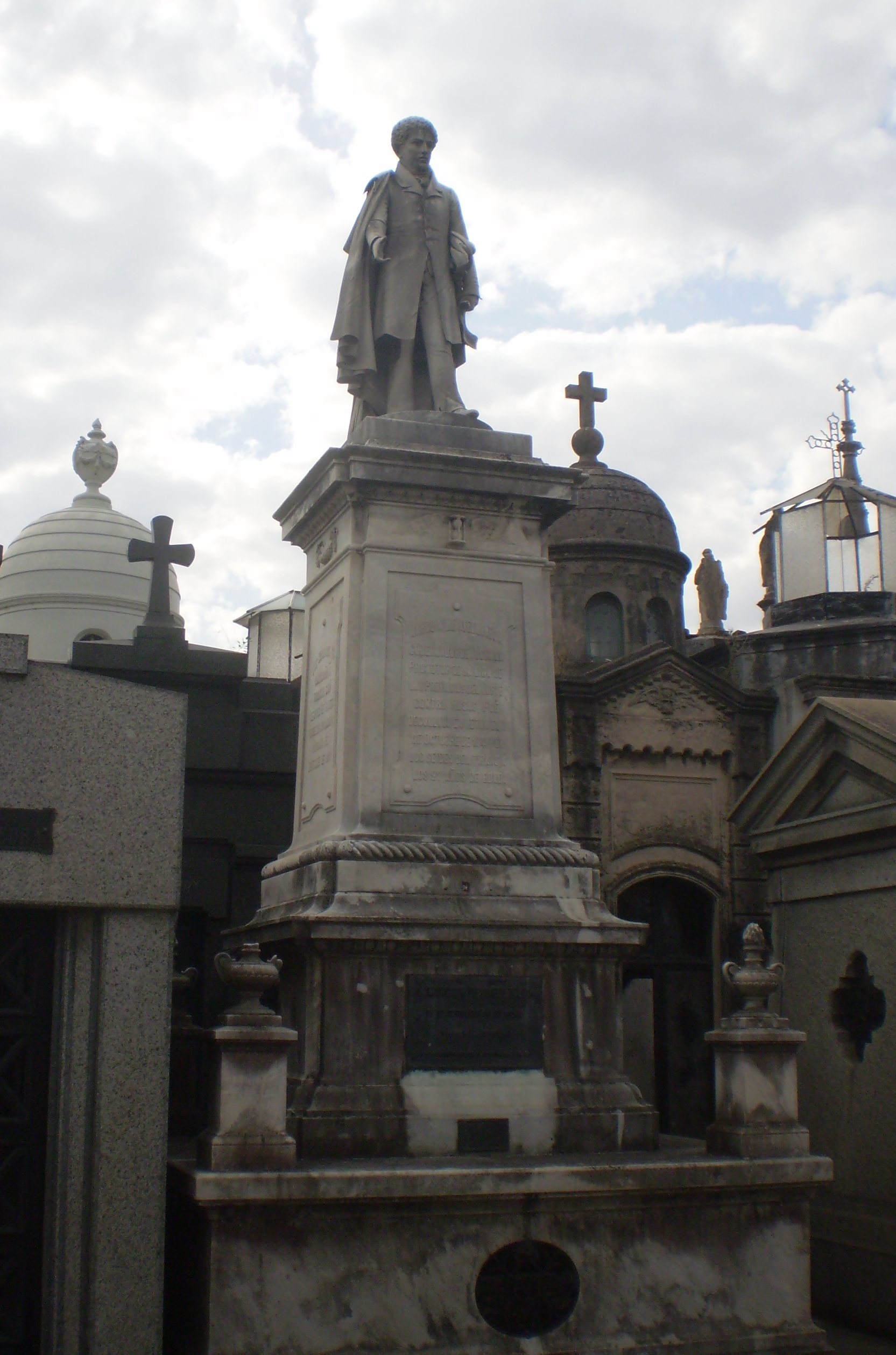
Tumba de Marco Avellaneda en el cementerio de la Recoleta.